# (2629) Rudra
(2629) Rudra es un asteroide perteneciente al grupo de los asteroides que cruzan la órbita de Marte descubierto el 13 de septiembre de 1980 por Charles Thomas Kowal desde el observatorio del Monte Palomar, Estados Unidos.

## Designación y nombre
Rudra se designó inicialmente como 1980 RB1.
Más tarde, en 1996, fue nombrado así en referencia a Rudra, un dios de la mitología india.

## Características orbitales
Rudra orbita a una distancia media del Sol de 1,74 ua, pudiendo alejarse hasta 2,139 ua y acercarse hasta 1,342 ua. Su inclinación orbital es 23,44 grados y la excentricidad 0,2291. Emplea en completar una órbita alrededor del Sol 838,6 días.

## Características físicas
La magnitud absoluta de Rudra es 15. Está asignado al tipo espectral B de la clasificación SMASSII.